# Koch International
Koch International — міжнародна медіакомпанія, заснована 1975 року.

## Історія
Компанія Koch International заснована 1975 року австрійцем Францом Кохом. Ця компанія записувала, випускала та розповсюджувала німецькомовну музику по всьому світові. Серед провідних виконавців лейблу — гурти Kastelruther Spatzen та Brunner & Brunner, співак Франс Бауер, диригент та скрипаль Андре Ріє та багато інших.
1987 року син Франца Коха Майкл заснував американське відділення Koch International, що отримало назву Koch Entertainment. В дев'яності роки компанія видавала офіційні саундтреки до реслінгових змагань, а також музику до фільмів серії «Покемон». Окрім цього було започатковано цілу низку лейблів звукозапису: Koch International Classics для класичної музики, Koch Records — де виходили записи Рінго Старра та Керол Кінг, Audium — для кантрі-музики, In The Point — зосереджений на хіп-хоп-виконавцях, та Koch Jazz — для джазових записів; також було придбано лейбл Velvel Records.
2002 року європейське відділення Koch, що мало назву Koch Music і вважалося найбільшим інді-лейблом німецькомовної музики, було продано компанії Universal Music International. 2005 року компанія ROW Entertainment придбала решту Koch, а саме північноамериканське відділення Koch Entertainment: сума угоди склала близько 80 млн доларів. 